# Марфівське озеро
Ма́рфівське о́зеро (крим. Даутель-Коль) — невелике гірко-солоне озеро на Керченському півострові і Криму, Україна.
Озеро розташоване у північно-східному кутку південно-західної рівнини Керченського півсотрова біля села Марфівка. По його північному та східному схилам проходить Парпацький гребінь, утворюючи глинистими свитами відносно високі береги. Західний берег низький та плаский. Живлення водойми проходить поверхневими та підземними водами, які течуть в основному з-під гребеня. Влітку рівень води в озері не перевищує 25-30 см. В окремих випадках озеро висихало, а на поверхні залишалась лише соляна ропа. Більша частина площі озера влітку вкрита шаром солі, під яким знаходиться товстий прошарок доволі рідкого чорного мулу.